# Burmannia latialata
Burmannia latialata ist eine Pflanzenart aus der Familie der Burmanniaceae. Sie ist eine der meistverbreiteten Burmannia-Arten des tropischen West- und Nordwestafrikas.

## Beschreibung
Burmannia latialata ist eine einjährige, blattgrüne, fadenförmige krautige Pflanze, die eine Wuchshöhe von 15,7 bis 27,5 (selten 9 bis 40) Zentimeter erreicht. Sie ist semi-mykotroph. Ein Rhizom ist nicht vorhanden, die Wurzeln sind faserig und relativ kurz. Die Blätter sind linealisch-lanzettlich und spitz, 4,27 bis 8,67 Millimeter lang und 1 bis 2 Millimeter breit. Sie stehen als bodenständige Rosette sowie am Stängel, dort sind sie schmaler und 2,51 bis 4,19 Millimeter lang sowie 0,8 bis 1,3 Millimeter breit.
Der Blütenstand ist ein aus ein bis zehn Blüten bestehender Doppelwickel. Die annähernd un- bis schwach gestielten Blüten sind 5,5 bis 14,5 Millimeter lang und weiß, gelblich oder hellviolett oder hellblau. Die Blütenröhre ist zylindrisch-dreiwinklig oder zylindrisch und 2,4 bis 4 Millimeter lang, die 1,7 bis 3,7 Millimeter breiten Flügel sind halbiert elliptisch, halbiert umgekehrt-eiförmig, halbiert rhombisch bis halbiert hastat und verlaufen von der Mitte oder unterhalb des Ansatzes des Fruchtknotens bis zum Ansatz der äußeren Blütenlappen. Die äußeren Blütenlappen sind eiförmig bis eiförmig-dreieckig, leicht fleischig, spitz zulaufend und aufrecht und 1,1 bis 1,7 Millimeter lang, die inneren linealisch und aufrecht und 0,56 bis 0,84 Millimeter lang. Die Staubfäden sind ungestielt und setzen im Blütenhüllschlund an. Der Griffel ist fadenförmig, an seinem Ende stehen die annähernd ungestielten, trompetenförmigen Narben.
Die Fruchtknoten sind elliptisch oder umgekehrt eiförmig oder umgekehrt kegelförmig und 2,8 bis 4,8 Millimeter lang. Die elliptische bis umgekehrt-eiförmige Kapsel öffnet sich entlang von Querschlitzen. Die Samen sind zahlreich, gelb und elliptisch.

## Verbreitung
Burmannia latialata ist eine der am meistverbreiteten Burmannia-Arten des tropischen West- und Nordwestafrikas, wo sie in Höhenlagen zwischen 300 und 1200 Meter vergesellschaftet mit Neurotheca loeselioides, Mesanthemum prescottianum, Eriocaulon nigericum, Xyris straminea im Sickerwasser von Seggen- und Gräsermatten auf Inselbergen vorkommt. Man findet sie vom tropischen Westafrika bis Uganda und Angola.

## Systematik
Die Art wurde 1824 von Charles Henri Oliver Pobéguin erstbeschrieben.